# 曽根 (栄町)
曽根（そね）は、千葉県印旛郡栄町の大字。郵便番号270-1531。

## 地理
北は請方、東は押付、南は南、西は布太に隣接している。

## 世帯数と人口
2017年（平成29年）11月1日現在の世帯数と人口は以下の通りである。
| 大字 | 世帯数 | 人口 |
| ---- | ------ | ---- |
| 曽根 | 34世帯 | 80人 |

## 小・中学校の学区
町立小・中学校に通う場合、学区は以下の通りとなる。
| 地域 | 小学校           | 中学校         |
| ---- | ---------------- | -------------- |
| 全域 | 栄町立布鎌小学校 | 栄町立栄中学校 |

## 施設
- 曽根集会所付近
- 天神社
- 大杉神社
- 香取神社